# André Bolduc
 (novembre 2021).
Si vous disposez d'ouvrages ou d'articles de référence ou si vous connaissez des sites web de qualité traitant du thème abordé ici, merci de compléter l'article en donnant les références utiles à sa vérifiabilité et en les liant à la section « Notes et références ».
André Bolduc (né en 1938) est un économiste et auteur québécois. Ex-rédacteur en chef de la revue Forces, il a publié de nombreux ouvrages sur l'histoire de l'électricité au Québec.

## Biographie
Né à Beauceville, le 8 février 1938, André Bolduc complète ses études en sciences économiques à l'Université Laval en 1963, après avoir fréquenté les collèges classiques de Sainte-Anne-de-Beaupré puis de Nicolet. 
Après un court séjour à titre d'économiste au service de la Quebec Power, filiale de la Shawinigan Water and Power Company, il obtient un poste au siège social d'Hydro-Québec et il travaille d'abord à l'élaboration de la politique d'achat de la société d'État. Il se joint ensuite au service des Études de marché de l'entreprise, où il touche à l'analyse régionale, aux prévisions de ventes et de revenus et aux études de marché.
En 1969, il dirige les Éditions Commerce, une maison spécialisée dans l'édition d'ouvrages traitant de sciences économiques et de techniques administratives, des domaines d'écriture encore peu exploités par les auteurs québécois à l'époque. Parallèlement à cette activité, il enseigne l'économie politique à l'École des Hautes Études Commerciales (HEC) de Montréal.
De 1972 à 1975, André Bolduc est responsable de la planification générale à la Régie de l'assurance maladie du Québec. Il retourne ensuite à Hydro-Québec à titre de coordonnateur de Projet spéciaux de la Commission puis d'adjoint au vice-président information.
De 1984 à 1991, il est rédacteur en chef de FORCES, une revue trimestrielle destinée à faire connaître la vie économique, scientifique, technologique et intellectuelle québécoise à diffusion internationale. Intégralement bilingue (français et anglais) FORCES contient aussi un encart multilingue en six langues : allemand, espagnol, italien, portugais, russe et arabe.
André Bolduc est l'auteur et le co-auteur de nombreux ouvrages sur l'histoire de l'électricité au Québec. En 1979, il co-signe (Clarence Hogue et Daniel Larouche) Québec, un siècle d'électricité, un livre revu et réédité en 1985 puis en 1989 sous le titre Hydro-Québec, l'héritage d'un siècle d'électricité également publié en anglais : Hydro-Québec - After 100 years of electricity.
En 1984, il cosigne (Alain Chanlat et Daniel Larouche) Gestion et culture d'entreprise : le cheminement d'Hydro-Québec. La même année, il coordonne la rédaction et l'édition de Hydro-Québec : des premiers défis à l'aube de l'an 2000 et il participe à la rédaction d'une publication de l'Institute of Electrical and Electronic Engineers (IEEE) :  Electricity, the magic medium - L'électricité, cette prodigieuse énergie.
En 2000, il publie aux Éditions Libre Expression, une biographie de Robert A. Boyd intitulée : Boyd : Du génie au pouvoir - À la gouverne d'Hydro-Québec aux années glorieuses. En 2002, il signe un texte qui retrace l'histoire de l'électricité au Québec et qui souligne la contribution d'Hydro-Québec à l'édification d'un patrimoine hydroélectrique unique au monde : Histoire de l'électricité au Québec.
En 2009, il publie chez Del Busso Éditeur : L'homme qui voulait être ingénieur : l'étonnant parcours de Jacques Bourbeau. En 2017, il collabore à l'édition du livre Benoit, Michel : ingénieur et gestionnaire - Trente ans de carrière à Hydro-Québec aux Éditions Carte Blanche  (ISBN 978-2-89590-311-6).
André Bolduc a participé à plusieurs émissions de télévision, reportages ou conférences sur l'histoire de l'électricité au Québec.

## Œuvres
- Clarence Hogue, André Bolduc et Daniel Larouche, Québec, un siècle d'électricité, Montréal, Libre Expression, 1979, 406 p. (ISBN 2-89111-022-6)
- André Bolduc, Clarence Hogue et Daniel Larouche, Québec, un siècle d'électricité, Montréal, Libre Expression, 1984, 2e éd. (1re éd. 1979), 430 p. (ISBN 2-89111-186-9)
- André Bolduc, Clarence Hogue et Daniel Larouche, Hydro-Québec, l'héritage d'un siècle d'électricité, Montréal, Libre Expression / Forces, 1989, 3e éd. (1re éd. 1979), 341 p. (ISBN 2-89111-388-8)
- André Bolduc, Clarence Hogue, Daniel Larouche : Hydro-Québec-After 100 years of electricity, Libre Expression-FORCES, 1989
- Alain Chanlat, André Bolduc et Daniel Larouche, Gestion et culture d'entreprise : le cheminement d'Hydro-Québec, Montréal, Québec-Amérique, coll. « Dossiers documents », 1984, 250 p. (ISBN 2-89037-206-5)
- André Bolduc, Du génie au pouvoir : Robert A. Boyd, à la gouverne d'Hydro-Québec aux années glorieuses, Montréal, Libre Expression, 2000, 259 p. (ISBN 2-89111-829-4)
- André Bolduc, L'Homme qui voulait être ingénieur : l'étonnant parcours de Jacques Bourbeau, Montréal, Del Busso Éditeur, décembre 2009, 320 p. (ISBN 978-2-923792-01-9)